# Apophysis
Apophysis es una aplicación informática, libre y de código abierto, de creación y renderización de imágenes de tipo fractal. Fue creado por Mark Townsend y posteriormente mejorado y actualizado por Peter Sdobnov, Piotr Borys, y Ronald Hordijk (promotores del proyecto SourceForge) bajo licencia GNU GPL. 
Este programa crea un tipo de imágenes fractales denominadas "fractal flames" o llamas fractales usando diversas herramientas, que incluyen un editor que permite modificar directamente las transformaciones que forman la imagen fractal, una ventana de mutación que aplica transformaciones aleatorias, una ventana de ajuste que permite modificar el color y la posición de la imagen, e incluso un lenguaje tipo script. También permite exportar los fractales a otros programas específicos para renderizar imágenes de tipo "fractal flame" como Flam3.
Apophysis ha ganado gran popularidad entre artistas y creadores de arte fractal gracias a comunidades virtuales como DeviantArt, y a proyectos GNU GPL basados en este software como Electric Sheep, convirtiéndose en uno de los programas más utilizados para la creación de fractales junto con UltraFractal.

## Crear fractales con Apophysis
La creación de un fractal es un proceso en gran medida aleatorio, y en muchas ocasiones el artista consigue algo diferente de lo que tenía planeado en un principio, por eso al proceso de crear una imagen fractal con Apophysis se le llama "exploración fractal".
El fractal puede ser generado de diferentes maneras. El modo más sencillo y que se realiza de manera automática al iniciar el programa es la creación de un lote aleatorio de fractales cargando el script "Random batch" (File > Random Batch) para posteriormente explorar los fractales generados. .
Usuarios más experimentados de Apophysis en ocasiones empiezan a partir de un "fractal flame" en blanco (uno o dos triángulos o transformaciones en el editor con los ajustes por defecto) y transformando el fractal en la ventana de mutación hasta conseguir una imagen satisfactoria.

## Scripts para Apophysis
Apophysis utiliza la librería Scripter Studio que permite al usuario escribir scripts que realicen diversas tareas como crear un nuevo fractal o un nuevo lote de fractales, aplicar distintas transformaciones o editar las características de los fractales existentes en un lote entre otras muchas posibilidades.

## Imágenes de ejemplo

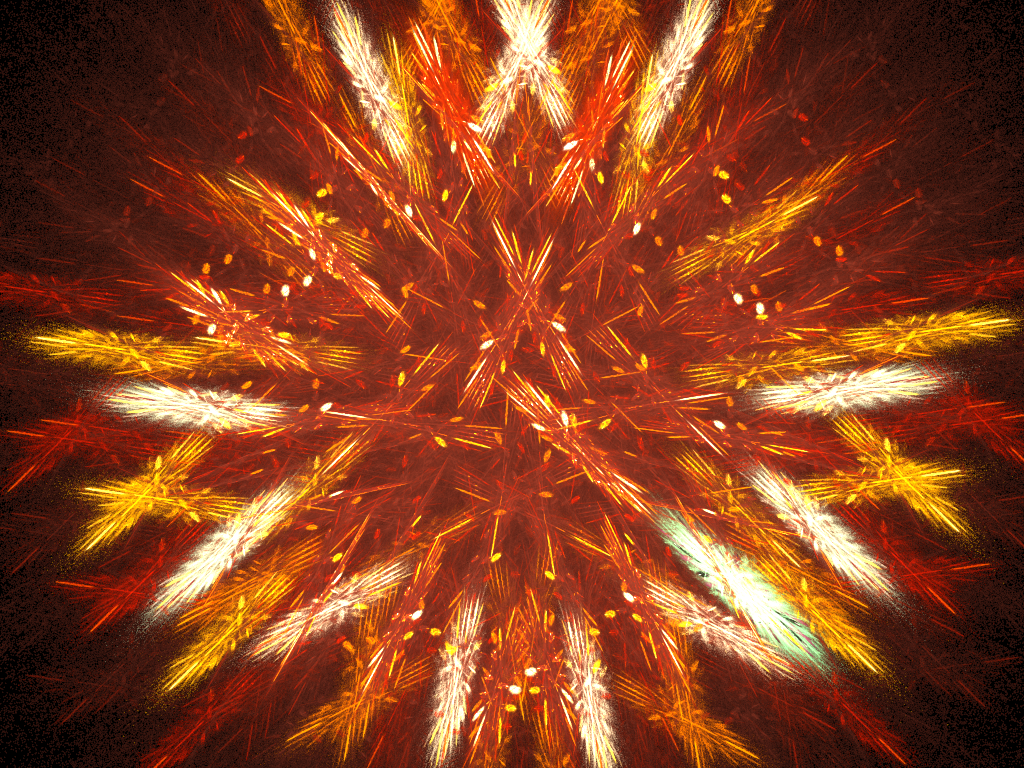
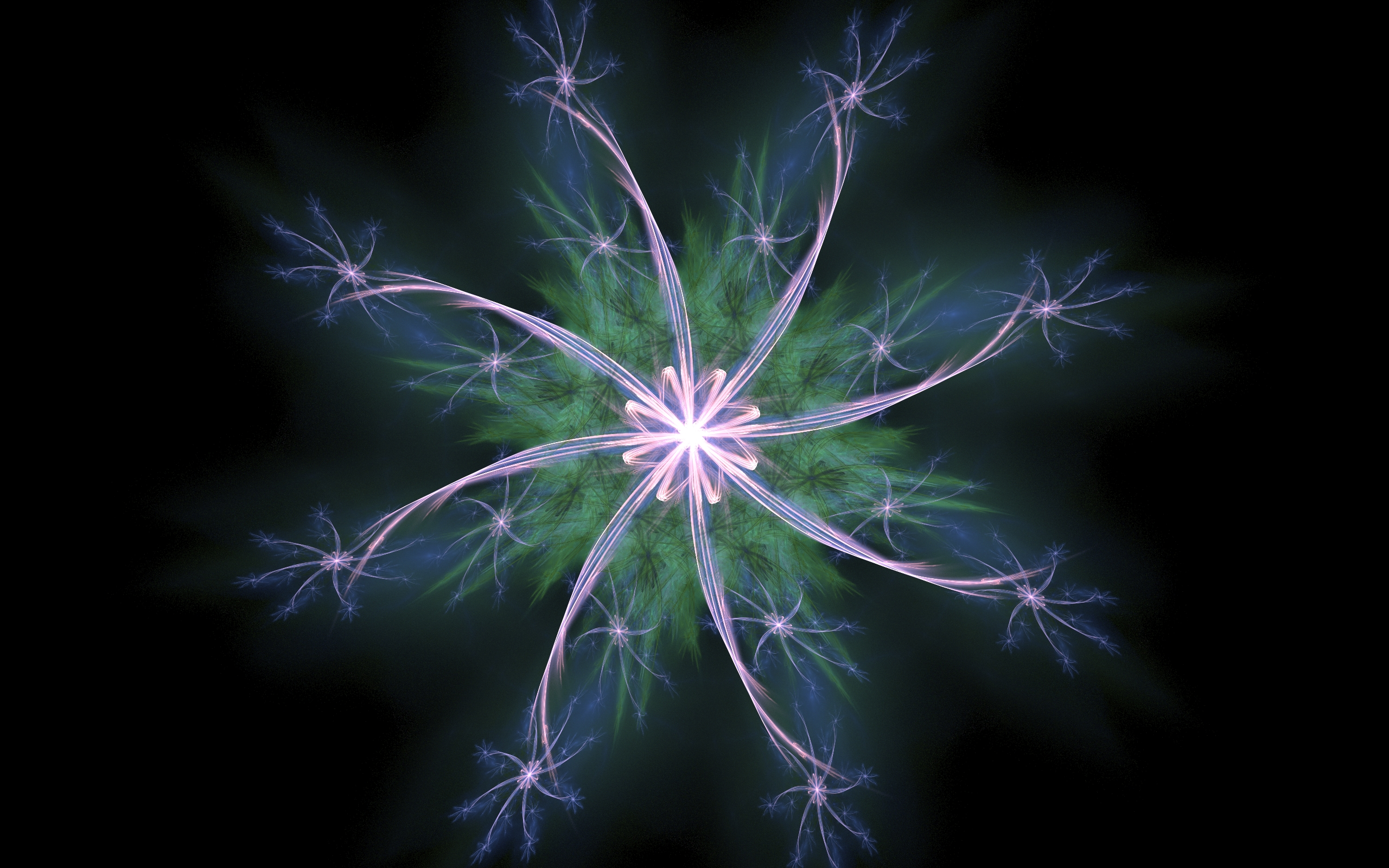
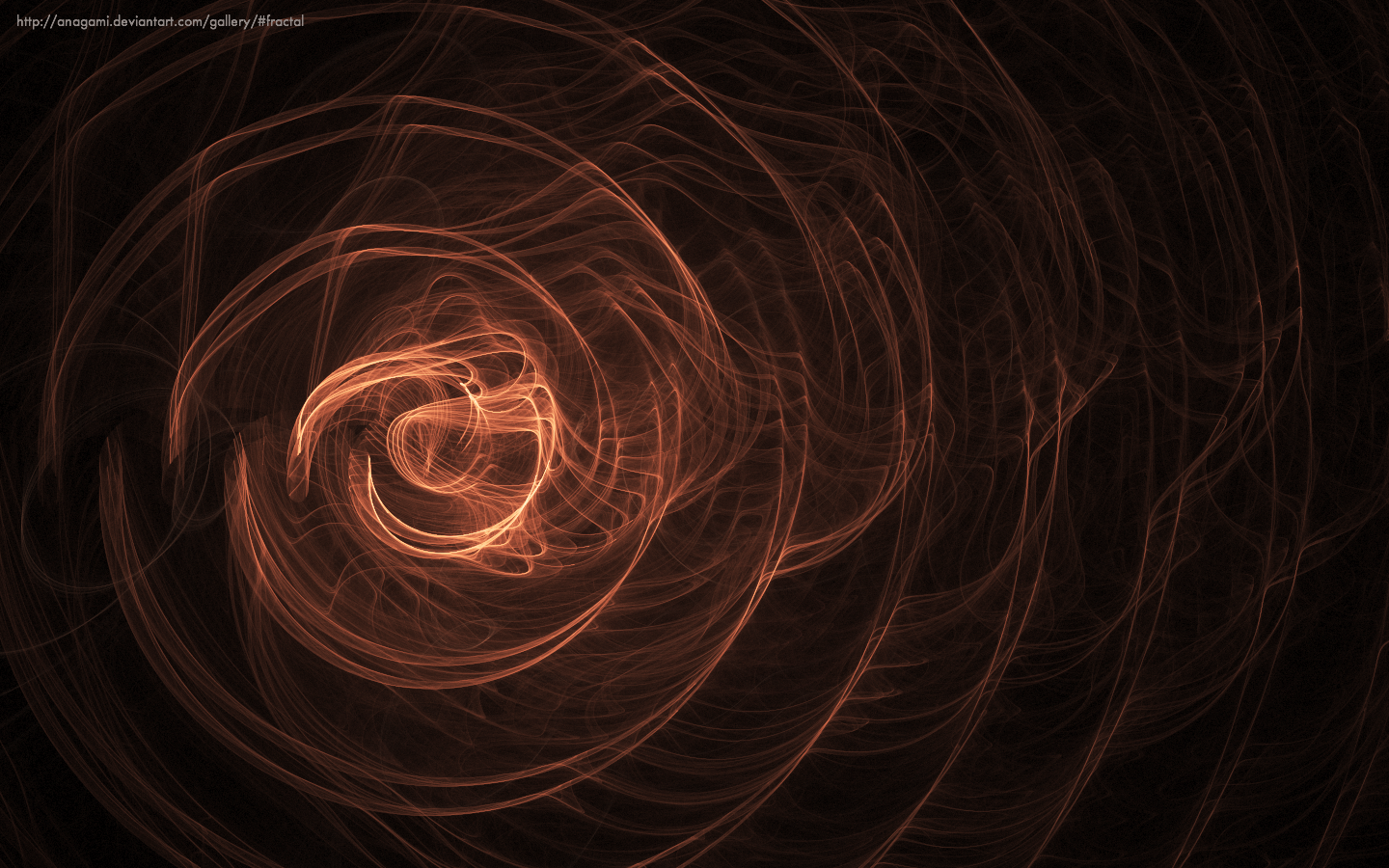